# Polypodium rugulosum
Polypodium rugulosum là một loài dương xỉ trong họ Polypodiaceae. Loài này được auctt. mô tả khoa học đầu tiên..
Danh pháp khoa học của loài này chưa được làm sáng tỏ. 